# Vivian Gibson
Vivian Gibson (Liverpool, 22 ottobre 1898 – Vienna, 9 maggio 1981) è stata un'attrice britannica naturalizzata austriaca.

## Filmografia parziale
- Demos, regia di Denison Clift (1921)
- La gloriosa avventura (The Glorious Adventure), regia di J. Stuart Blackton (1922)
- The Bride of Lammermoor, regia di Challis Sanderson - cortometraggio (1922)
- Fräulein Raffke, regia di Richard Eichberg (1923)
- Gräfin Mariza, regia di Hans Steinhoff (1925)
- Niniche, regia di Victor Janson (1925)
- Die Kleine vom Varieté, regia di Hanns Schwarz (1926)
- Nanette macht alles, regia di Carl Boese (1926)
- Mein Heidelberg, ich kann Dich nicht vergessen, regia di James Bauer (1927)
- Leichte Kavallerie, regia di Rolf Randolf (1927)
- Il diamante dello Zar (Der Orlow), regia di Jacob Fleck e Luise Fleck (1927)
- Die Durchgängerin, regia di Hanns Schwarz (1928)
- Tabarin di lusso (Champagne), regia di Alfred Hitchcock (1928)
- Angst, regia di Hans Steinhoff (1928)
- Cuori in fiamme (Der moderne Casanova), regia di Max Obal (1928)
- Tu non mentirai! (Die Frau auf der Folter), regia di Robert Wiene (1928)
- Frühlingsrauschen, regia di William Dieterle (1929)
- Champagner, regia di Géza von Bolváry (1929)
- Der tolle Bomberg, regia di Georg Asagaroff (1932)